# VERITAS
VERITAS (англ. Very Energetic Radiation Imaging Telescope Array System) нова головна гамма обсерваторія наземного базування, оснащена масивом з чотирьох 12-метрових рефлекторів, які здатні детектувати гамма-випромінювання в GeV — TeV діапазоні, і сконструйовані аналогічно до 10-метрових рефлекторів Fred Lawrence Whipple Observatory. Кожен з них складається з системи, яка дозволяє досягнути максимальної гнучкості і найвищої чутливості в діапазоні 50 GeV — 50 TeV (з максимум чутливості 100 GeV до 10 TeV). Це обсерваторія ефективно доповнює GLAST.

## Характеристики VERITAS
- 11,89 метрова апертура;
- 350 дзеркал на кожну антену;
- 499-піксельна камера на кожному телескопі;
- кожен телескоп має поле зору 3.5 градусів;
- працює в діапазоні від 50 GeV до 50 TeV.

## Наукові задачі для VERITAS

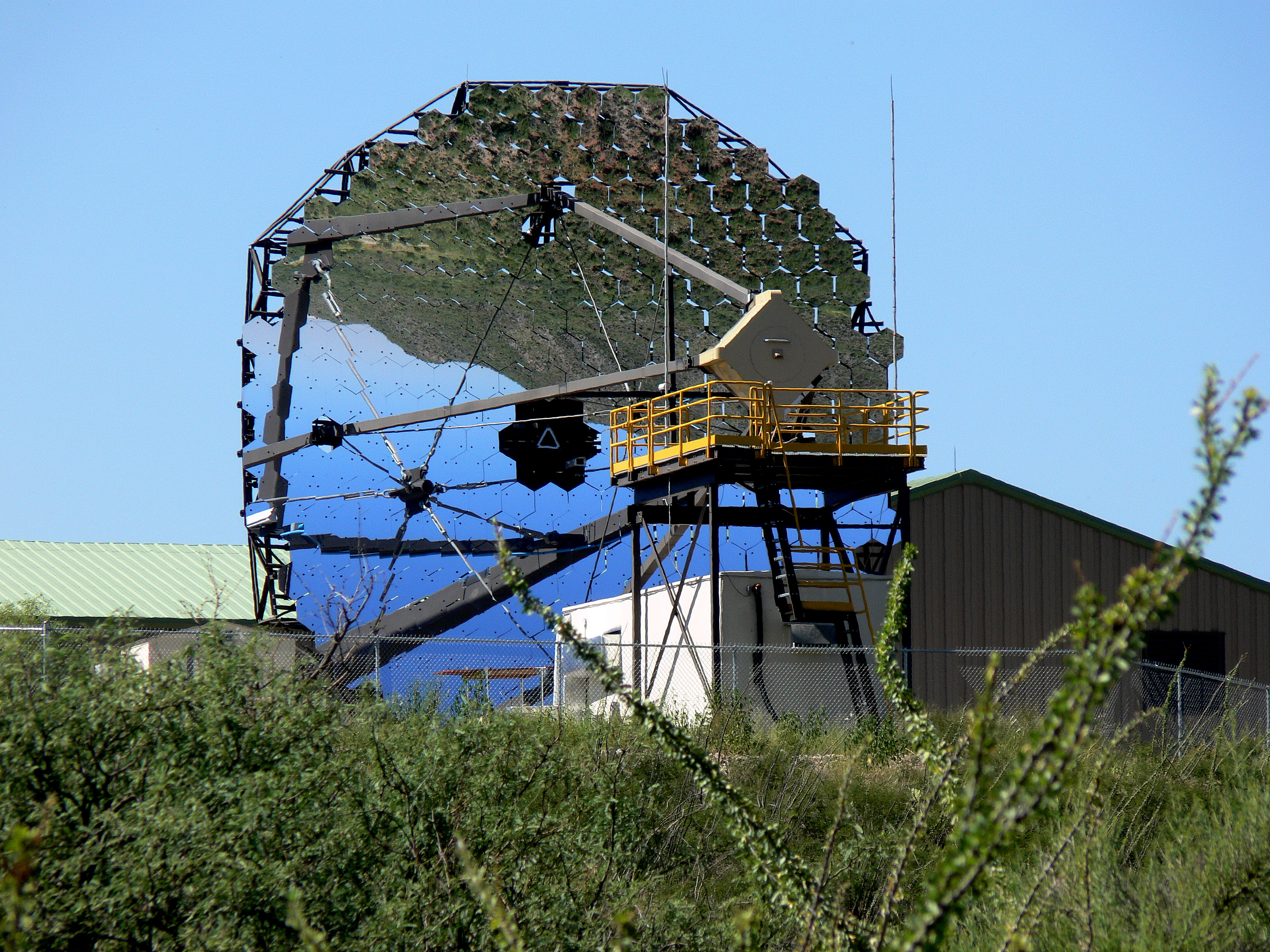
Дзеркало одного з детекторів VERITAS

- Чорні діри в активних центрах галактик
- Пульсари
- Гамма-спалахи
- Залишки наднових
- Кулясті скупчення
- Галактики (включаючи Чумацький Шлях)